# Recopa Sul-Americana de 2016
A Recopa Sul-Americana de 2016, oficialmente Recopa Santander Sudamericana 2016 por motivos de patrocínio, foi a 23.ª edição do torneio realizada anualmente pela Confederação Sul-Americana de Futebol (CONMEBOL).
A edição de 2016 contou com a segunda participação consecutiva da equipe argentina River Plate, qualificado como campeão da Copa Libertadores da América de 2015, contra o Santa Fe campeão da Copa Sul-Americana de 2015 .

## Participantes
| Clube       | Cidade       | Classificação                                   | Participação |
| ----------- | ------------ | ----------------------------------------------- | ------------ |
| River Plate | Buenos Aires | Campeão da Copa Libertadores da América de 2015 | 4º           |
| Santa Fe    | Bogotá       | Campeão da Copa Sul-Americana de 2015           | 1º           |

## Partidas

### Primeiro jogo
| 18 de agosto  | Santa Fe | 0 – 0 | River Plate | Estádio El Campín, Bogotá   |
| 19:45 (UTC−5) |          |       |             | Árbitro: BRA Wilton Sampaio |

| Santa Fe | River Plate |

### Segundo jogo
| 25 de agosto  | River Plate             | 2 – 1 | Santa Fe      | Estádio Monumental de Núñez, Buenos Aires |
| 21:15 (UTC−3) | Driussi 3' · Alario 51' |       | 64' Salaberry | Árbitro: PER Víctor Carrillo              |

| River Plate | Santa Fe |

## Premiação
| Recopa Sul-Americana de 2016    |
| Argentina                       |
| ------------------------------- |
| RIVER PLATE Campeão (2º título) |